# نینز سفلی
ننیز سفلی، روستایی از توابع    شهرستان رابر در استان کرمان ایران است.

## جمعیت
این روستا در دهستان سیه بنوئیه قرار دارد و براساس سرشماری مرکز آمار ایران در سال ۱۳۸۵، جمعیت آن ۱۵۵ نفر (۴۳خانوار) بوده‌است.